# أيم ماتسوكا
أيم ماتسوكا (باليابانية: 松岡 瑠夢) (22 يوليو 1998 في طوكيو في اليابان – )؛ هو لاعب كرة قدم ياباني سابق كان يلعب كمهاجم.

## وصلات خارجية
- أيم ماتسوكا على موقع رابطة كرة القدم اليابانية للمحترفين (اليابانية)
- أيم ماتسوكا على موقع قاعدة بيانات كرة القدم.إي يو (الإنجليزية)
- أيم ماتسوكا على موقع Soccerway.com (الإنجليزية)
- أيم ماتسوكا على موقع عالم كرة القدم.نت (الإنجليزية)